# Tylobranchion
Tylobranchion is een geslacht uit de familie Diazonidae en de orde Phlebobranchia uit de klasse der zakpijpen (Ascidiacea).

## Soorten
- Tylobranchion antarcticum Herdman, 1902
- Tylobranchion nordgaardi (Hartmeyer, 1922)
- Tylobranchion speciosum Herdman, 1886

Niet geaccepteerde soorten:
- Tylobranchion weddelli Ärnbäck, 1927 → Tylobranchion speciosum Herdman, 1886